# آبشار توین (واشینگتن)
آبشار توین (واشینگتن) (به انگلیسی: Twin Falls (Washington)) آبشاری است که در واشنگتن، ایالات متحده آمریکا واقع شده و ارتفاع کلی ریزشگاه آن ۱۳۵ پا است.